# Чезиомаджоре
Чезиомаджоре (итал. Cesiomaggiore) — коммуна в Италии, располагается в провинции Беллуно области Венето.
Население составляет 4076 человек, плотность населения составляет 50 чел./км². Занимает площадь 82 км². Почтовый индекс — 32030. Телефонный код — 0439.
Покровителями коммуны почитаются святая Иулиания Никомидийская, празднование 16 февраля, и святой Агапит.